# إدوارد برايس بيل
إدوارد برايس بيل (بالإنجليزية: Edward Price Bell)‏ هو صحفي أمريكي، ولد في 1 مارس 1869، وتوفي في 1943.